# Graphique chronologique depuis le Big Bang jusqu'à la mort thermique de l'Univers
Graphique chronologique depuis le Big Bang jusqu’à la mort thermique de l'Univers.

Notes : dans l’échelle principale de temps, l’échelle double-logarithmique est basée sur l’âge de l’univers en années : les secondes sont converties en années avec la formule {\displaystyle seconde/31557600}, correspondant à la durée de l’année julienne (choisie égale à une durée fixe de 365,25 jours sans tenir compte des autres corrections calendaires, et avec des jours d’une durée fixe de 24 heures exactement de 3600 secondes chacune, également sans corrections liées aux variations de rotation de la Terre). En vis-à-vis on trouve des échelles de temps linéaires, mais avec des changements d’unités indiquées en années ou secondes).
Habituellement, on utilise l’échelle logarithmique pour ce genre de représentations graphiques, mais elle aurait conduit à trop comprimer l’ère stellifère la plus intéressante. Dans ces conditions, on a préféré l’utilisation d’une échelle à double logarithme. Malheureusement, le minimum en est 1, et non 0 qui nous serait nécessaire, et les résultats négatifs pour les données inférieures à 10 ne sont pas pertinents. De ce fait, le temps entre 0,1 et 10 ans est concentré en un unique point 0, mais cela n’a guère d’importance dans la mesure où aucun évènement notable de l’histoire de l’univers ne se produit dans cet intervalle.
{\displaystyle s={\begin{cases}\log _{10}\log _{10}{\mbox{année}}&{\mbox{si année}}>10{\mbox{, correspondant à année}}=10^{10^{s}}\\0&{\mbox{si }}0.1\leq {\mbox{année}}\leq 10\\-\log _{10}(-\log _{10}{\mbox{année}})&{\mbox{si année}}<0.1{\mbox{ , correspondant à année}}=10^{-10^{-s}}\end{cases}}}
| année  | log10 année | Combinaison de log10log10 année et -log10(-log10 année) |
| ------ | ----------- | ------------------------------------------------------- |
| 101000 | 1000        | 3                                                       |
| 10100  | 100         | 2                                                       |
| 10     | 10          | 1                                                       |
| 102    | 2           | 0.30                                                    |
| 101    | 1           | 0                                                       |
| 100    | 0           | indéfini mais forcé ici à 0                             |
| 10−1   | -1          | 0                                                       |
| 10−2   | -2          | -0.30                                                   |
| 10−10  | -10         | -1                                                      |
| 10−100 | -100        | -2                                                      |